# Manifesto of Lacuna Coil
Albums de Lacuna Coil
Karmacode Shallow Life
Manifesto of Lacuna Coil est le deuxième best of du groupe italien Lacuna Coil. Sorti en 2009, il contient 15 des meilleures chansons du groupe, provenant des albums Karmacode, Comalies, Unleashed Memories, In a Reverie et Lacuna Coil (EP).

## Musiciens
- Cristina Scabbia : Chant féminin.
- Andrea Ferro : Chant masculin.
- Cristiano Migliore : Guitare.
- Marco "Maus" Biazzi : Guitare.
- Marco Coti Zelati : Basse.
- Cristiano "CriZ" Mozzati : Batterie et percussions.

## Musiciens des titres provenant deLacuna Coil (EP)
- Cristina Scabbia : Chant féminin.
- Andrea Ferro : Chant masculin.
- Marco Coti Zelati : Basse.
- Raffaele Zangria : Guitare.
- Claudio Leo : Guitare.
- Leonardo Forti : Batterie.

## Liste des titres
| 1.  | Our Truth          | Karmacode, 2006          | 4:03 |
| 2.  | Closer             | Karmacode, 2006          | 3:02 |
| 3.  | Within Me          | Karmacode, 2006          | 3:39 |
| 4.  | Enjoy The Silence  | Karmacode, 2006          | 4:06 |
| 5.  | Swamped            | Comalies, 2002           | 4:00 |
| 6.  | Heaven's A Lie     | Comalies, 2002           | 4:47 |
| 7.  | Daylight Dancer    | Comalies, 2002           | 3:50 |
| 8.  | To Live Is To Hide | Unleashed Memories, 2001 | 4:35 |
| 9.  | Cold Heritage      | Unleashed Memories, 2001 | 5:23 |
| 10. | Senzafine          | Unleashed Memories, 2001 | 3:54 |
| 11. | Honeymoon Suite    | In a Reverie, 1999       | 4:31 |
| 12. | My Wings           | In a Reverie, 1999       | 3:45 |
| 13. | Falling Again      | In a Reverie, 1999       | 5:07 |
| 14. | No Need To Explain | Lacuna Coil (EP), 1998   | 3:40 |
| 15. | The Secret         | Lacuna Coil (EP), 1998   | 4:18 |